# David Krummenacker
David Krummenacker (Estados Unidos, 24 de mayo de 1975) es un atleta estadounidense retirado especializado en la prueba de 800 m, en la que consiguió ser campeón mundial en pista cubierta en 2003.

## Carrera deportiva
En el Campeonato Mundial de Atletismo en Pista Cubierta de 2003 ganó la medalla de oro en los 800 metros, llegando a meta en un tiempo de 1:45.69 segundos, por delante del danés Wilson Kipketer y del keniano Wilfred Bungei (bronce).